# Prism Comics
Prism Comics es una organización sin fines de lucro 501(c)(3) que promueve la conciencia de los creadores, historias, personajes y lectores lesbianas, gays, bisexuales y transgénero (LGBT) en la industria del cómic. Lo hace a través de puestos informativos y programación en convenciones de cómics, guías impresas y en línea para creadores y cómics LGBT, y la subvención anual Queer Press para ayudar a la publicación de nuevos trabajos con temática LGBT.
Prism Comics se constituyó en abril de 2003 en el estado de Georgia y recibió su estatus de organización benéfica 501(c)(3) poco después. La organización estaba compuesta inicialmente por un pequeño número de fanáticos y profesionales del cómic de todos los Estados Unidos que se habían ofrecido como voluntarios para una publicación anual llamada Out in Comics, que era una lista de creadores LGBT en cómics que se publicaba durante tres números. Tras su incorporación, amplió sus actividades, publicando artículos, entrevistas, arte y contenidos originales; ampliando las apariciones en convenciones y su programación; y (hasta finales de 2014) un foro web.

## Puntos de interés
- Mantiene un sitio web completo, PrismComics.org, que publica noticias de cómics relacionados con LGBT, reseñas y perfiles de casi 300 profesionales del cómic LGBT.
- Produce artículos semanales que aparecen en el sitio web Prism.
- Trabaja con organizadores de convenciones de cómics para incluir contenido LGBT en sus programaciones, ayudándolos a conseguir panelistas y promocionando los paneles en lugares para fanáticos y en los medios LGBT y de cómics.
- Compra espacio en stands en las principales convenciones de cómics cada año como un esfuerzo de acercamiento a la industria para promover el trabajo de los creadores LGBT en cómics cuyo trabajo no se promociona lo suficiente en otros lugares.

## Beca de prensa Queer
Prism otorga subvenciones financieras únicas a creadores de cómics que autopublican una obra de interés para el público LGBT. En 2005 y 2006 el valor de la subvención fue de 1.000 dólares, en 2007 se elevó a 1.500 dólares y posteriormente a 2.000 dólares. La subvención se anuncia anualmente en la convención de cómics Wondercon en Anaheim, California. En 2020, los Premios Prism se celebraron virtualmente como una transmisión en vivo de dos días.
Los destinatarios han sido:
- 2005: Steve MacIsaac por Shirtlifter
- 2006: Megan Rose Gedris por YU+ME:dream
- 2007: Justin Hall por A Sacred Text, True Travel Tales, Hard to Swallow
- 2007: Tommy Roddy por Pride High
- 2008: Pam Harrison por House of Muses
- 2009: Ed Luce por Wuvable Oaf
- 2009: Eric Orner por Storybox
- 2010: Jon Macy por Fearful Hunter
- 2010: Tana Ford por Duck
- 2011: Robert Kirby por THREE
- 2012: Christine Smith por The Princess
- 2012: Blue Delliquanti por O Human Star
- 2013: Hazel Newlevant por If This Be Sin
- 2014: Calvin Gimpelevich por Wolfmen
- 2015: Dave Davenport por Stray Bullet
- 2016: Elizabeth Beier por Bisexual Trials and Errors
- 2016: Catherine Esguerra por Eighty Days
- 2017: Tee Franklin
- 2018: Eric Kostiuk Williams